# 梅克伦堡公国
梅克倫堡公國是神聖羅馬帝國內的一個公國，位於梅克倫堡地區。 它存在於中世紀晚期和現代早期，從 1471 年到 1520 年，以及 1695 年到 1701 年。它的首都是什未林。
國家成立於 1471 年，公爵亨利四世聯合了梅克倫堡-斯塔加德和梅克倫堡-什未林公國。 該国一直存在到 1520 年 5 月 7 日，當時它被劃分為梅克倫堡-居斯特羅公國和梅克倫堡-什未林公國。隨著梅克倫堡-居斯特羅和梅克倫堡-什未林的統一，它於 1695 年再次重建。 腓特烈·威廉成為公爵。 1701年，它被劃分為梅克倫堡-什未林公國和梅克倫堡-施特雷利茨公國。 